# Parotoidkirtel
Parotoidkirtlen er en udvendig hudkirtel på ryggen, nakken og skulderen hos nogle springpadder (især tudser) og halepadder. Den kan udskille en række mælkeagtige alkaloide stoffer (afhængigt af arten) der under et kaldes bufotoksiner, og som virker som neurotoksiner, for at afskrække rovdyr. Disse hudkirtler kaldes parotoide, fordi de er placeret lidt på samme måde som pattedyrs parotidkirtler (også kaldet ørespytkitler), selvom sidstnævnte har en anden funktion, idet de udskiller spyt i munden i stedet for forsvarskemikalier, der udskiles eksternt.
Hos for eksempel skrubtudse er parotoidkirtlerne store og opsvulmede.